# Babiana crispa
Babiana crispa är en irisväxtart som beskrevs av Gwendoline Joyce Lewis. Babiana crispa ingår i släktet Babiana och familjen irisväxter. Inga underarter finns listade i Catalogue of Life.